# 365-Euro-Ticket
Als 365-Euro-Ticket, auch 365-Euro-Jahreskarte, bezeichnet man im öffentlichen Personenverkehr eine Zeitkarte für ein Jahr, die zum Preis von umgerechnet einem Euro pro Tag zum uneingeschränkten Fahren in einem bestimmten Gebiet berechtigt. Das erste 365-Euro-Ticket wurde am 1. Mai 2012 in Wien eingeführt. Es führte in den ersten fünf Jahren zu einer Verdoppelung der verkauften Jahreskarten.
Seit damals wird sowohl in Österreich als auch in Deutschland in verschiedenen Städten und deutschen Bundesländern über die generelle Einführung eines solchen Tickets nach Wiener Vorbild diskutiert. Verstärkt geführt wird die Diskussion um die Einführung nach „Wiener Modell“ insbesondere, seitdem der Klimawandel intensiv öffentlich thematisiert wird. Aktuell (August 2024) existiert diese Zeitkartenvariante in Deutschland nur im Landkreis Lüchow-Dannenberg, in Münster und in Radolfzell, wobei weitere, ähnliche Zeitkarten sonst fast ausschließlich an einzelne Nutzergruppen (Auszubildende, Schüler, Senioren) verkauft werden. 

## Österreich

### Österreichweit

#### 1-2-3-Ticket
Im Juni 2016, vier Jahre nach Einführung der Wiener Jahreskarte um 365 Euro und kurz vor der bevorstehenden Tarifreform im Verkehrsverbund Ost-Region, forderten die Verkehrssprecher der Grünen Wiens, Niederösterreichs, des Burgenlandes und des Bundes in einer gemeinsamen Pressekonferenz eine bundesländerübergreifende Jahreskarte für die drei Bundesländer der Ostregion zum Preis von 365 Euro, die in sämtlichen öffentlichen Verkehrsmitteln in den drei Bundesländern gelten sollte.
Im Juli 2017 propagierten die Grünen unter dem Motto „Das Grüne 365-Euro-Ticket“ sowie „Österreich-Ticket: Leistbare Öffis für alle“ die Formel „1 × 365 – 1 Bundesland, 2 × 365 – 2 Bundesländer, 3 × 365 – ganz Österreich“, ergänzt um einen ermäßigtem Tarif für bestimmte Personengruppen. Im Prinzip war damit ein „1-2-3-Ticket“ konzipiert, jedoch noch ohne diese Bezeichnung. Allerdings deckte sich der Plan der Grünen nicht 1:1 mit der plakativen Formel, denn in den Detailinfos hieß es „ein Bundesland/ein Verkehrsverbund“, womit die Forderung aus dem Vorjahr nach einem gemeinsamen 365-Euro-Ticket für die drei im Verkehrsverbund Ost-Region zusammengeschlossenen Bundesländer einbezogen wurde.
Im Juli 2019 forderte die Sozialdemokratische Partei Österreichs (SPÖ) ein „1-2-3-Klimaticket“. Dieses solle für ein Bundesland 365 Euro kosten, für drei Bundesländer 730 Euro und für ganz Österreich 1.095 Euro und für sämtliche öffentlichen Verkehrsmittel im jeweiligen Bereich gelten, die preisliche 2er-Stufe soll also anders als bei den Grünen generell für drei Bundesländer gelten.
In dem im Jänner 2020 präsentierten Koalitionsabkommen der türkis-grünen Koalitionsregierung wurde das „1-2-3-Ticket“ zur „Erreichung der Klimaziele“ und als „breit leistbar und zugleich unkompliziert zugänglich“ vorgesehen: „Um 1 Euro pro Tag in einem Bundesland, um 2 Euro pro Tag in einem und im Nachbarbundesland, um 3 Euro pro Tag das gesamte Bundesgebiet.“
Ende Jänner 2020 kündigte die Regierung an, die Pläne für das „1-2-3-Ticket“ (manchmal auch als „1-2-3-Karte“, „1-2-3-Klimaticket“ oder als „Klimaticket“ bezeichnet) trotz einiger Hürden rasch umzusetzen.
Es galt als „Leuchtturmprojekt“ der Grünen und als Prestigeobjekt der Bundesregierung.
Anfang Juni 2020 wurde bekanntgegeben, dass die Finanzierung mit 240 Mio. Euro für die österreichweite Variante des „1-2-3-Ticket“ zum Preis von 1.095 Euro gesichert sei und das Ticket im Jahr 2021 eingeführt werde.
Die damalige Österreichcard, die in den Zügen aller österreichischer Bahnunternehmen mit Ausnahme der alternativen Bahnbetreiber als Jahresnetzkarte anerkannt wurde, kostete für die 2. Klasse im Jahr 2019 1.889 Euro und im Jahr 2020 1.944 Euro. Das bundesweite Klimaticket zum Preis von 1.095 Euro ist fast um die Hälfte billiger und gilt österreichweit in sämtlichen öffentlichen Verkehrsmitteln (Bahn, Regionalbusse, Stadtverkehre); es ist somit die österreichische Entsprechung zum Schweizer Generalabonnement.
Am 15. Juni 2020 wurden im Rahmen einer Konferenz im Verkehrsministerium mit Vertretern von Bahnunternehmen, der Bundesländer, der Verkehrsverbünde und der städtischen Verkehrsbetriebe wurde bekannt, dass die Anfang Juni kommunizierte Einigung über die Finanzierung ohne Absprache mit den Ländern erfolgte und die Abgeltungsmodalitäten noch keineswegs feststehen, sondern erst jetzt seitens des Ministeriums mehrere Abgeltungsmodelle vorgestellt wurden.
Die nicht erfolgte vorherige Absprache mit den Ländern stieß allgemein auf Unmut unter deren Vertretern. Der Landeshauptmann des Burgenlands, Hans Peter Doskozil (SPÖ), äußerte öffentlich scharfe Kritik an der Vorgangsweise und qualifizierte sie als „Nacht-und-Nebel-Aktion“ sowie als „dilettantisch“ und „nicht durchdacht“.
Zusätzlich zum bundesweiten KlimaTicket wurden auch KlimaTickets für die Bundesländer vorgestellt, die nur teilweise den geplanten Preis von 365 Euro einhalten konnten.

#### KlimaTicket
Am 18. August 2021 wurde vom Bundesministerium für Klimaschutz, Umwelt, Energie, Mobilität, Innovation und Technologie das KlimaTicket vorgestellt. Der reguläre Kaufpreis betrug zunächst 1.095 Euro (3 × 365) bzw. ermäßigt 821 Euro (75 %; für Senioren ab 65 Jahren, Behinderte und Jugendliche bis 25 Jahren). Der erste Gültigkeitstag war der 26. Oktober 2021 (Nationalfeiertag). Es gilt im öffentlichen Nahverkehr ganz Österreichs sowie in allen Zügen der ÖBB und der WESTbahn. Der Vorverkauf begann am 1. Oktober 2021 mit ermäßigten Preisen.

### Burgenland / Niederösterreich
Seit der im Juli 2016 erfolgten Tarifreform im Verkehrsverbund Ost-Region beträgt der Jahreskartenpreis pro Gemeinde 365 Euro, unabhängig davon, ob es sich um größere oder kleinere Städte oder um Dörfer handelt.
Das VOR KlimaTicket Region kostet für beide Bundesländer 495 €.

### Kärnten
Die Stadtwerke Klagenfurt boten für Kunden mit Hauptwohnsitz in Klagenfurt ein 365-Euro-Ticket (Jahreskarte PLUS) an. Im Juli 2024 wurde der Preis auf 290 Euro gesenkt.

### Oberösterreich
Das am 26. Oktober 2021 eingeführte Klimaticket OÖ kostete zunächst in seiner billigsten Variante (OÖ Regional: Landesweit gültig, aber ohne Stadtverkehrslinien in Linz, Wels und Steyr) 365 Euro im Jahr, für das gesamte Bundesland inklusive der Stadtverkehrslinien 550 Euro. Seit 2025 kostet das Ticket in der billigsten Variante 393 Euro, in der Komplettvariante 592 Euro.

### Salzburg
Im Bundesland Salzburg wurde zum 1. Jänner 2020 unter dem Namen myRegio Jahresticket eine Jahreskarte eingeführt, welche für eine Region des Bundeslandes 365 Euro kostete (landesweit 595 Euro). Die myRegio Jahreskartenprodukte des Salzburger Verkehrsverbundes war mit bis zu 20 % Klimabonus durch das Umweltressort des Land Salzburg gestützt. „myRegio Jahreskarten“ mit Berechtigungen für die Stadt Salzburg sind zusätzlich gestützt aus Fördermitteln der Stadt Salzburg sowie des Verkehrsressorts des Landes. Diese Förderungen waren bereits im Abgabepreis berücksichtigt (Stand Juni 2020).
Im August 2021 kündigte Verkehrslandesrat Stefan Schnöll die zeitnahe Einführung eines 365-Euro-Tickets im Bundesland Salzburg an. Dieses wurde zum 1. Jänner 2022 unter dem Namen KlimaTicket Salzburg eingeführt. Es gilt auch nach und in Freilassing. Seit 2025 kostet es 393 Euro.

### Tirol
Im Juni 2017 wurde im Verkehrsverbund Tirol (VVT) eine Tarifreform mit der Intention einer massiven Senkung der Zeitkarten-Preise durchgeführt.
Der Preis der Jahreskarte für Innsbruck wurde mit 350 Euro, für eine Region mit 380 Euro und für ganz Tirol mit 490 Euro festgelegt – der Preis lag also trotz Beteiligung der Grünen an der Tiroler Landesregierung deutlich über den von ihnen propagierten 365 Euro je Bundesland (siehe Abschnitt „Österreichweit“). Nach Preiserhöhungen kostete die Jahreskarte im August 2022 für Innsbruck 394,70 Euro, für eine Region 403 Euro und für ganz Tirol 519,60 Euro. Ab Jänner 2023 wurden die Preise um 10 % gesenkt, 2024 jedoch wieder auf das Niveau von 2022 angehoben.

### Vorarlberg
Mit Jänner 2014 wurde der Preis der bundeslandweiten Jahreskarte (maximo) von 592 Euro auf 365 Euro gesenkt und somit nach dem Vorbild Wiens ein 365-Euro-Ticket eingeführt.
Der Preis blieb von 2014 bis 2017 unverändert bei 365 Euro. Am 1. Jänner 2018 wurde er auf 370 Euro
und am 1. Jänner 2020 auf 385 Euro angehoben.
Mit Einführung des Klimatickets in Österreich Ende Oktober 2021 wurde die Jahreskarte maximo zum Klimaticket VMOBIL.
Aus diesem Anlass wurde bei Kauf oder Verlängerung einer Jahreskarte ab November 2021 ein Jahr lang ein Rabatt von 30 Euro gewährt.
Somit waren für eine Jahreskarte mit Beginndatum 1. November oder 1. Dezember 2021 nur 355 Euro zu bezahlen.
Mit Jänner 2022 wurde der Preis nominell auf 393 Euro erhöht, bis Oktober 2022 war der effektive Kaufpreis dementsprechend 363 Euro. Im Juli 2024 lag der Preis bei 369 Euro (421 Euro abzüglich 52 Euro Sofortrabatt).

### Wien
Die nach der Gemeinderatswahl 2010 gebildete rot-grüne Stadtregierung senkte den Preis der Jahreskarte für die Wiener Linien ab Mai 2012 auf 365 Euro. Die Wiener Linien lehnten diese Maßnahme ab und forderten eine Erhöhung des bestehenden Preises von 449 Euro um 14 %.
Durch die Preisreduktion stiegen frühere Nutzer von Wochen- und Monatskarten auf die Jahreskarte um, die Wiener Linien konnten aber keine zusätzlichen Fahrgäste gewinnen. Während sich die Zahl der verkauften Jahreskarten mehr als verdoppelte, war der Zugewinn an Fahrgästen schwächer als das Bevölkerungswachstum von Wien. Eine Änderung des Modal Split durch Umstieg von Autofahrern auf öffentliche Verkehrsmittel konnte nicht nachgewiesen werden. Während im Jahr 2011 37 % aller Wege mit öffentlichen Verkehrsmitteln zurückgelegt wurden, blieb die Quote im Jahr 2018 mit 38 % nahezu gleich. Die Jahreskarte wurde bisher nicht verteuert. Der Preis soll bis 2026 stabil bleiben.

## Diskussion und Kritik in Österreich
Die prinzipielle Kritik an einer Festlegung auf die magischen 365 Euro ist, dass damit der Preis einzementiert werde und inflationsbedingte Preiserhöhungen nur schwerlich möglich würden. Außerdem wäre eine drastische Preissenkung auf 365 Euro kaum rückgängig zu machen, falls das 365-Euro-Ticket nicht zu einer deutlichen Verkaufssteigerung führt und Einnahmeausfälle entstehen, so der Tarifexperte Stefan Weigele, der vor der Einführung des 365-Euro-Tickets in Wien gewarnt hat.
Dass die Zahl der Jahreskarten in Wien massiv angestiegen ist und der Preis bisher nicht erhöht wurde, sei zu einem guten Teil auf die sukzessive Ausweitung der Parkraumbewirtschaftung zurückzuführen, die wie von allen Verkehrsexperten auch von Weigele als „wirkungsvolle Maßnahme“ angesehen wird. Generell wichtiger als der Preis sei das Angebot – vor allem dichte Intervalle und keine überfüllten Züge –, darin sind sich Weigele und Sebastian Kummer vom Institut für Transportwesen an der Wirtschaftsuniversität Wien einig. In Bezug auf das „1-2-3-Ticket“ sieht Letzterer die Notwendigkeit von zusätzlichen Ausgaben für Infrastrukturausbau und Taktverdichtung in Höhe von 1 bis 2 Milliarden Euro jährlich, die derzeit nicht vorgesehen sind.
Schlussendlich wurden auf Länderebene fast gar keine 365-Euro-Tickets eingeführt – nur Salzburg führte ein solches Ticket zum Jahresbeginn 2022 ein und Wien bietet weiterhin das 365-Euro-Ticket an.

## Deutschland

### Bundesweit
Der bayerische Ministerpräsident Markus Söder forderte im Juli 2022 ein 365-Euro-Jahresticket für den gesamten öffentlichen Personennahverkehr in Deutschland, welches nach dem Ende August 2022 auslaufenden 9-Euro-Ticket eingeführt werden sollte. Tatsächlich wurde als Nachfolger zum 1. Mai 2023 das Deutschlandticket für zunächst 49 Euro pro Monat eingeführt. Dies entsprach bei einer 12-monatigen Nutzung einem Preis von 588 Euro pro Jahr.

### Baden-Württemberg
Im Nahverkehr Reutlingens wurde der Preis eines Jahrestickets von zuletzt 524,20 Euro im Jahr 2019 auf 365 Euro gesenkt. Im Oktober 2020 beschloss der Gemeinderat, das Ticket bis zum 30. Juni 2021 anzubieten. Mit dem Auslaufen der Bundesförderung endete die Preissenkung am 30. Juni 2021.
In Radolfzell gibt es seit dem 1. Januar 2019 ein 365-Euro-Ticket für die städtischen Busse.
Baden-Württembergs SPD-Partei- und -Fraktionsvorsitzender Andreas Stoch sprach sich im August 2019 für ein landesweites 365-Euro-Ticket für den Nahverkehr aus. Ein solches Ticket solle Schülern, Studierenden, Auszubildenden und Senioren zugutekommen.
In Stuttgart lebende Schüler und Auszubildende erhielten seit dem 1. September 2020 für 365 Euro ein Jahresticket für den Verkehrs- und Tarifverbund Stuttgart. Mit der Einführung des JugendTicketBW zum gleichen Preis am 1. März 2023 wurde das Angebot eingestellt.
Die Landesregierung Baden-Württembergs führte zum 1. März 2023 das JugendTicketBW ein, ein 365-Euro-Jahresticket für alle jungen Menschen bis zum 21. Geburtstag sowie für Schüler, Auszubildende, Freiwilligendienstleistende und Studenten bis zum 27. Geburtstag. Voraussetzung ist ein Wohnsitz in Baden-Württemberg. Bei Schülern und Studenten ist es ausreichend, wenn der Schul- oder Hochschulort in Baden-Württemberg liegt. Für Studierende reduziert sich der Preis um den Solidarbeitrag im Rahmen der jeweiligen Semesterticket-Vereinbarung. Das JugendticketBW galt in allen Bussen und Bahnen des öffentlichen Nahverkehrs in Baden-Württemberg. Im Dezember 2023 wurde es durch das D-Ticket JugendBW für denselben Personenkreis abgelöst, das in ganz Deutschland gilt. Das D-Ticket JugendBW kostet ab 2025 39,42 Euro.
In Heidelberg wurde die Karte ab 60 ab 1. September 2022 mit 200 Euro jährlich bezuschusst und kostete damit nur 365 Euro im Jahr. Diese Regelung galt bis zum 31. August 2023, wobei ab Mai 2023 das Deutschlandticket für Senioren ab 60 Jahren bezuschusst wurde. Sie wurde nicht verlängert.
In Heidenheim wurde zum 1. März 2023 das Abo Mobil 63 für Personen ab 63 Jahren zum Preis von 365 Euro im Jahr eingeführt. Es gilt im ganzen Gebiet des Heidenheimer Tarifverbundes.

### Bayern
Markus Söder kündigte im April 2019 die Einführung eines 365-Euro-Tickets für Schüler und Auszubildende in Bayern an. Dieses soll im Herbst 2019 eingeführt werden. Im August 2019 wurde bekannt, dass dieser Termin wohl nicht eingehalten werden wird. Im Koalitionsvertrag der 2018 gewählten Bayerischen Staatsregierung aus CSU und Freien Wählern steht auf S. 48: „Für die großen Städte München, Nürnberg/Fürth/Erlangen, Augsburg, Regensburg, Ingolstadt und Würzburg wollen wir auf Dauer ein 365-Euro-Jahresticket einführen.“ Dies ist bisher nicht erfolgt (Stand Januar 2023). Gleichwohl forderte Ministerpräsident Söder im Juli 2022 als Nachfolgelösung für das 9-Euro-Ticket: „Mein Vorschlag wäre ein 365-Euro-Jahresticket für den gesamten öffentlichen Personennahverkehr in ganz Deutschland“
In Amberg wurde am 1. Februar 2020 ein 365-Euro-Ticket unter dem Namen Umweltticket eingeführt. Nur Fahrgäste, die ihren Erst- oder Zweitwohnsitz in der Stadt Amberg haben, können dieses erwerben. Es ist nur im Stadtgebiet der Stadt Amberg gültig.
Im Münchner Verkehrs- und Tarifverbund wurde zum 1. August 2020 ein 365-Euro-Ticket für Schüler und Auszubildende eingeführt. Im Dezember 2020 forderte ein Bündnis aus CSU, der Fraktion ÖDP/Freie Wähler und der Linken im Münchner Stadtrat, ein 365-Euro-Ticket für alle bis 2023 einzuführen. Die grün-rote Mehrheit im Stadtrat lehnte das im Juni 2021 als nicht finanzierbar ab. Im April 2022 wurde die Einführung eines 365-Euro-Tickets für Studenten bis spätestens 2023 angekündigt. Im Juli 2022 wurde bekannt, dass das Ticket vorläufig nicht eingeführt wird, da der Freistaat Bayern eine Zwei-Drittel-Beteiligung an der Finanzierung ablehnt.
Im Verkehrsverbund Großraum Nürnberg wurde zum 1. August 2020 ein 365-Euro-Ticket für Schüler und Auszubildende eingeführt.
Zudem gab es in Nürnberg eine erfolgreiche Bürgerinitiative, die 21.000 Unterschriften für ein Bürgerbegehren über die Einführung eines 365-Euro-Tickets für alle ÖPNV-Nutzer im Jahr 2021 sammelte. Der Stadtrat entschied im Mai 2020 zunächst, dass es einen Bürgerentscheid über diese Frage geben wird. Im Juni 2020 kündigte er jedoch an, die Einführung eines 365-Euro-Jahrestickets zu unterstützen. Es sollte ursprünglich spätestens ab dem 1. Januar 2023 eingeführt werden. Bereits seit 2021 wird ein 15-Euro-Monatsticket für sozial bedürftige Menschen angeboten. Nürnberg ist damit die erste deutsche Großstadt, die die Einführung des Tickets angekündigt hat, ohne dass es auf einzelne Nutzergruppen beschränkt ist. Am 22. Juli 2020 schloss sich die benachbarte und im gemeinsamen Verkehrsverbund liegende Stadt Fürth dem Vorhaben, ein gemeinsames 365-Euro-Ticket einzuführen, an. Im März 2022 nahm der Nürnberger Stadtrat aus Kostengründen den entsprechenden Beschluss zurück, so dass vorläufig kein 365-Euro-Ticket eingeführt wird. Im Juli 2022 erklärte der Stadtrat einen Bürgerentscheid zu diesem Thema für unzulässig, da er Grundsätzen der Wirtschaftlichkeit widerspräche.
Im Verkehrsverbund Mainfranken (VVM) wurde zum 1. August 2020 ein 365-Euro-Tickets für Schüler und Auszubildende eingeführt. Im Verkehrsverbund Nahverkehr Mainfranken, der die VVM am 1. Januar 2025 ablöste, wird das Ticket fortgeführt.
Im Regensburger Verkehrsverbund wurde am 1. August 2020 ein 365-Euro-Ticket für Schüler und Auszubildende eingeführt.
Die für den Raum Ingolstadt zuständige Verkehrsgemeinschaft Region Ingolstadt führte am 1. August 2021 das 365-Euro-Ticket für Schüler und Auszubildende ein.
Im Augsburger Verkehrs- und Tarifverbund wurde zum 1. August 2021 ein 365-Euro-Ticket für Schüler und Auszubildende eingeführt. Das vom Freistaat gestützte Pilotprojekt läuft vorerst bis Sommer 2023. Voraussetzung ist, dass sich Wohn- und Ausbildungsort im Verbundgebiet des AVV befinden.
Im Landkreis Rhön-Grabfeld wurde zum 1. August 2021 das Seniorenticket65 eingeführt, welches 32,30 Euro im Monat bzw. 365 Euro im Jahr kostet. Im Verkehrsverbund Nahverkehr Mainfranken, dem der Landkreis Rhön-Grabfeld seit dem 1. Januar 2025 angehört, wird das Ticket fortgeführt.
In der Region Aschaffenburg sollte am 1. August 2023 ein 365-Euro-Ticket für Schüler und Auszubildende eingeführt werden. Im Mai 2023 wurde die Verschiebung der Einführung auf 2024 bekannt.
Seit September 2023 (für Auszubildende und Freiwilligendienstleistende) bzw. Oktober 2023 (Studenten) gibt es in Bayern eine zunächst auf 29 Euro im Monat ermäßigte Variante des Deutschlandtickets. Beiträge zu Semestertickets werden dabei angerechnet. Schüler erhalten das Ticket nicht. Seit 2025 beträgt der Preis 38 Euro im Monat.

### Berlin und Brandenburg
Der Verkehrsverbund Berlin-Brandenburg führte zum 1. August 2019 ein in Berlin und Brandenburg geltendes verbundweites Jahresticket für Auszubildende zum Preis von zunächst 365 Euro ein (Preis bei Einmalzahlung). Zuletzt kostete es 34,50 Euro pro Monat (keine Einmalzahlung möglich). Das Angebot läuft 2025 aus, d. h., es werden keine neuen Verträge mehr abgeschlossen. Bis zum Jahresende 2024 abgeschlossene Abonnements behalten weiter ihre Gültigkeit.
Der Regierende Bürgermeister von Berlin, Michael Müller, kündigte im Juli 2019 an, nach Wiener Vorbild „Schritt für Schritt das Ziel verfolgen [zu wollen], ein Jahresticket für den öffentlichen Personennahverkehr für 365 Euro anbieten zu können“.
Das für jedermann erhältliche und innerhalb der Grenzen Berlins gültige 29-Euro-Ticket, welches in Berlin schon zeitweilig existierte, wurde im Juli 2024 unter dem Namen Berlin-Abo wieder eingeführt. Im November 2024 wurde die Abschaffung des Tickets angekündigt.

### Hamburg
Seit dem 1. August 2020 gibt es das BonusTicket für Auszubildende im Abonnement für den Ausbildungsstandort Hamburg. Später wurde auch für Auszubildende in den Kreisen Pinneberg, Segeberg, Stormarn, Herzogtum Lauenburg, Harburg, Cuxhaven und Steinburg die Möglichkeit zur Nutzung des Tickets eingeführt. Es gilt im Gesamtnetz des Hamburger Verkehrsverbundes. Der vom Auszubildenden zu zahlende Eigenanteil beträgt 30,38 Euro pro Monat (bis 31. Dezember 2021 waren es 30 Euro pro Monat). Ab Mai 2023 gibt es das Bonusticket als Deutschlandticket für 29 Euro pro Monat. Zusätzlich wird das Angebot um eine Mitnahmeregelung erweitert: An Wochenenden und Feiertagen können jeweils ein Erwachsener oder eine Erwachsene und drei Kinder unter 14 Jahren im Gesamtnetz des Hamburger Verkehrsverbundes mitgenommen werden.
Seit dem 1. August 2021 gibt es das Schulspezial im Abonnement für Schüler mit Wohnort in Hamburg (die besuchte Schule kann auch außerhalb Hamburgs liegen). Es gilt im Tarifbereich Hamburg AB (gesamtes Stadtgebiet und einige anliegende Gemeinden) und kostet EUR 30,00 im Monat. Von Mai 2023 bis August 2024 gab es das Schulspezial als Deutschlandticket für 19 Euro im Monat mit deutschlandweiter Gültigkeit. Seit September 2024 ist es kostenlos.

### Hessen
Seit dem Beginn des Schuljahres 2017/18 gibt es für Schüler und Auszubildende ein in ganz Hessen gültiges Jahresticket für 365 Euro. Zum Jahresbeginn 2025 stieg der Preis auf 379 Euro.
In Hessen wurde zum 1. Januar 2020 ein landesweit gültiges Seniorenticket für 365 Euro im Jahr eingeführt. Dieses gilt an Werktagen jedoch nicht vor 9 Uhr. Zum Jahresbeginn 2025 stieg der Preis auf 379 Euro.
In Hessen gibt es seit August 2023 eine auf 31 Euro im Monat subventionierte Variante des Deutschlandtickets als Sozialticket für Empfänger von Bürgergeld oder Wohngeld. Seit 2025 kostet es 39 Euro.
Die Koalition aus Grünen, SPD, FDP und Volt forderte im April 2022 in einem gemeinsamen Antrag die Einführung eines 365-Euro-Jahresticket für die öffentlichen Verkehrsmittel in Frankfurt am Main.

### Niedersachsen
Im Dezember 2021 kündigte Regionspräsident Steffen Krach die Einführung eines 365-Euro-Tickets in Hannover ab 2023 an. Zum 1. September 2022 wurde unter dem Namen Monatskarte Ehrenamt ein 365-Euro-Ticket für Inhaber der Niedersächsischen Ehrenamtskarte mit Wohnsitz in der Region Hannover eingeführt. Diese galt zunächst in den Tarifzonen ABC des Großraum-Verkehr Hannover. Seit Mai 2023 gilt es als Deutschlandticket Hannover Ehrenamt bundesweit.
In Hannover gibt es seit Mai 2023 das Deutschlandticket Hannover sozial als Sozialticket. Es kostet 30,40 Euro im Monat.
Ab September 2025 soll ein vergünstigtes Deutschlandticket für Personen unter 23 Jahren eingeführt werden, welches 365 Euro im Jahr kosten soll.
Im Landkreis Lüchow-Dannenberg wurde am 1. September 2022 ein für alle Nutzer verfügbares 365-Euro-Ticket eingeführt. Es kostet aktuell (Juli 2024) 30,50 Euro im Monat (Gültigkeit im gesamten Netz, Preisstufe 1).

### Nordrhein-Westfalen
Die Stadtwerke Bonn boten 2019 eine Klimaticket genannte Jahreskarte für 365 Euro an. Allerdings wurde diese nur an Neukunden verkauft. Nach 9 Monaten waren jedoch nur 6000 der insgesamt 17000 vorrätigen Tickets verkauft. Es wurde vermutet, dass dies neben der Beschränkung auf Neukunden an der räumlichen Beschränkung des Tickets lag.
In ihrem Wahlprogramm zur Kommunalwahl im September 2020 erklärte die Kölner Oberbürgermeisterin Henriette Reker, ein 365-Euro-Ticket in Köln einführen zu wollen. Sie gewann die Wahl. In einem Interview von August 2021 erklärte Rekers Sprecher Vogel, die Umsetzung sei aufgrund der Haushaltssituation der Stadt „zur Zeit schwierig“.
Der Stadtrat von Münster kündigte Anfang 2022 die Einführung eines 365-Euro-Tickets ab August 2023 an. Schließlich wurde zu diesem Termin ein 29-Euro-Ticket eingeführt. Der Preis stieg ab August 2024 auf 30,40 Euro im Monat.

### Mecklenburg-Vorpommern
Im Februar 2020 wurden Pläne der Landesregierung für ein landesweites 365-Euro-Ticket für Auszubildende bekannt. Dieses wurde am 1. Februar 2021 eingeführt. Das Ticket gilt landesweit in Bussen, Straßenbahnen, Nahverkehrszügen (2. Klasse), in Fernverkehrszügen (2. Klasse) zwischen Rostock Hbf und Stralsund Hbf, den Fähren des Verkehrsverbundes Warnow und in Bussen und Nahverkehrszügen über die Landesgrenze hinaus bis nach Lübeck. Das Azubiticket wird seit Mai 2023 als Deutschlandticket für 29 Euro im Monat angeboten. Ab 2025 steigt der Preis auf 38 Euro.
Nach den Landtagswahlen im September 2021 wurde bei den Koalitionsverhandlungen die Einführung eines landesweit gültigen 365-Euro-Tickets für Senioren angekündigt. Dieses sollte laut Verkehrsminister Reinhard Meyer zum 1. Januar 2023 eingeführt werden. Im November 2022 teilte der Verkehrsminister mit, die Einführung verschiebe sich um unbestimmte Zeit. Spätestens ab September 2023 soll eine auf 29 Euro im Monat subventionierte Variante des Deutschlandtickets für Senioren ab 60 Jahren eingeführt werden. Das Ticket wurde schließlich zum 1. August 2023 eingeführt – anders als geplant jedoch nur für Senioren ab 65 Jahren. Ab 2025 steigt der Preis auf 38 Euro.
Im September 2022 schlug der Minister vor, ein 365-Euro-Ticket für alle Bürger Mecklenburg-Vorpommerns einzuführen.
Im September 2021 wurde bekannt, dass ein Projekt des Verkehrsverbundes Warnow bis 2024 mit Bundesmitteln gefördert wird. Inhalt des Projektes ist neben dem Ausbau der Linienverkehre, dichteren Taktfahrzeiten und geänderten Buslinienführungen auch die Einführung von 365-Euro-Tickets für Mietergruppen und für Sozialleistungsbeziehende. Unter dem Namen MIRROR Mieterticket wurde zum 1. August 2022 ein 365-Euro-Ticket für Mieter bestimmter Großvermieter in Rostock, Güstrow und Bützow eingeführt. Das Ticket gilt nur im Stadtverkehr des jeweiligen Wohnorts. Die Laufzeit des MIRROR-MieterTicket endete am 31. Dezember 2024. Im August 2022 wurde auch das Sozialticket MIRROR-WarnowTicket eingeführt, welches im ganzen Verkehrsverbund Warnow gilt und 30,42 Euro im Monat kostet, also 365 Euro im Jahr. Es ermöglicht die Mitnahme von 1 Erwachsenen und 2 Kindern bis zum 15. Geburtstag oder 3 Kindern bis zum 15. Geburtstag, Mo–Fr von 19 bis 3 Uhr und an den Wochenenden und Feiertagen sowie 24. und 31.12. ganztägig. Es ist nur im Abonnement mit einer Laufzeit von 6 Monaten erhältlich. Erworben werden konnte es von Inhabern eines Warnow-Passes der Stadt Rostock oder des Landkreises Rostock. Der Aktionszeitraum des Tickets endete am 31. Dezember 2024.

### Rheinland-Pfalz
SPD, Grüne und FDP haben im April 2021 bei ihren Koalitionsverhandlungen die Einführung eines 365-Euro-Tickets für junge Menschen in Rheinland-Pfalz vereinbart. Dieses sollte im ersten Halbjahr 2024 realisiert werden, wurde jedoch bisher nicht realisiert (Stand Dezember 2024).
In Mainz wurde am 1. September 2022 ein 365-Euro-Ticket für Schüler und Auszubildende eingeführt. In den hessischen Schulferien (inklusive letztem Schultag und dem Wochenende nach den Ferien) gilt es im gesamten Verbundraum des Rhein-Main-Verkehrsverbundes.

### Saarland
Die Spitzenkandidatin der SPD zur Landtagswahl im Saarland 2022, Anke Rehlinger, kündigte im Januar 2022 die Einführung eines 365-Euro-Tickets für junge Menschen an. Im August 2022 erklärte Verkehrsministerin Petra Berg, diese Pläne würden nicht umgesetzt.
Im Januar 2023 wurde die Einführung erneut angekündigt – diesmal als für Schüler, Auszubildende und Freiwilligendienstleistende (jedoch nicht für Studenten) subventionierte Form des Deutschlandtickets, also bundesweit gültig. Das Ticket wurde am 1. Mai 2023 unter dem Namen Junge-Leute-Ticket eingeführt. Voraussetzung ist neben dem Status als Schüler, Auszubildender oder Freiwilligendienstleistender ein Wohnsitz im Saarland. Das Ticket kostete zunächst 30,40 Euro (seit 2025 39,40 Euro) – die restlichen 18,60 Euro schießt das Land zu.

### Sachsen
Der Stadtrat von Leipzig beschloss im Mai 2019, die Einführung eines 365-Euro-Tickets zu prüfen. Der Stadtrat beschloss im April 2021, dass ab 1. August 2021 zunächst einkommensschwache Personen, die über einen Leipzig-Pass verfügen, nur noch 365 Euro pro Jahr für die Nutzung des ÖPNV in Leipzig zahlen. Dies wurde umgesetzt. Ab 1. Januar 2022 sollte das Ticket dann auch für unter 27-Jährige angeboten werden, zunächst befristet auf ein Jahr als Modellprojekt mit einer Bundesförderung. Das Bundesverkehrsministerium lehnte die Förderung jedoch ab.
Der Stadtrat von Dresden beschloss im Mai 2019, die Einführung eines 365-Euro-Tickets zu prüfen. Die Abgeordneten der CDU stimmten dagegen, obwohl die CDU in ihrem Kommunalwahlprogramm ein 365-Euro-Ticket fordert. Die Fraktion Bündnis 90/Die Grünen sprach sich im September 2020 ebenfalls gegen ein 365-Euro-Ticket aus. Zur Erklärung hieß es, das 365-Euro-Ticket wäre „ein Sozialticket für alle, das durch die Allgemeinheit finanziert werden muss“.
Der Stadtrat von Zwickau beschloss im Februar 2020, die Einführung eines 365-Euro-Tickets zu prüfen. Die Prüfung ergab, dass die Stadt und der Verkehrsverbund Mittelsachsen die Einführung eines solchen Tickets ablehnen.

### Sachsen-Anhalt
Die SPD-Fraktionsvorsitzende im Landtag, Katja Pähle, kündigte im April 2021 die testweise Einführung von 365-Euro-Tickets in Sachsen-Anhalt an. Die ÖPNV-Nutzung für umgerechnet einen Euro am Tag soll in zwei Regionen getestet werden, in einer kreisfreien Stadt sowie im ländlichen Raum. Laut Pähle war der Burgenlandkreis als möglicher Projektpartner im Gespräch, für die städtische Erprobung kamen Magdeburg, Halle und Dessau-Roßlau in Frage. Allerdings existiert in Dessau-Roßlau bereits die Umweltjahreskarte, die damals 323 Euro im Jahr kostete. Innerhalb der Bewerbungsfrist gingen sieben Bewerbungen von Landkreisen und kreisfreien Städten ein. Im Dezember 2022 teilte Infrastrukturministerin Lydia Hüskens mit, dass zunächst der Einführung des deutschlandweit geltenden Deutschlandtickets Priorität eingeräumt werden solle. Danach müsse dann geprüft werden, ob die modellhafte Einführung eines 365-Euro-Tickets in Sachsen-Anhalt Sinn haben würde.

## Diskussion und Kritik in Deutschland
Der Sprecher des Verbandes Deutscher Verkehrsunternehmen erklärte im Februar 2019, das Wiener Modell könne nicht einfach auf Deutschland übertragen werden. In Wien finanziere sich der ÖPNV auch durch die in Deutschland rechtlich gar nicht mögliche Dienstgeberabgabe. Außerdem würde ein 365-Euro-Ticket auch die klimapolitisch unerwünschte Folge haben, dass Fußgänger und Radfahrer vermehrt den ÖPNV benutzen würden. Weiterhin gäbe es keine Garantie des „Umsteigens“ von Autofahrern auf den ÖPNV – dies geschehe ja auch aktuell kaum, obwohl schon heute das Autofahren deutlich teurer sei als das Fahren mit Bussen und Bahnen.

## Ähnliche Modelle in anderen Währungsgebieten
In Prag gibt es ein ÖPNV-Jahresticket für 3.650 CZK (ca. 152 Euro), also 10 CZK am Tag. In Sofia wird eine nicht übertragbare Jahreskarte für alle öffentlichen Verkehrsmittel für 365 BGN (ca. 186 Euro) angeboten.